# Phyllalia valida
Phyllalia valida är en fjärilsart som beskrevs av Felder 1874. Phyllalia valida ingår i släktet Phyllalia och familjen Eupterotidae. Inga underarter finns listade i Catalogue of Life.